# Strage di Pietrarsa
La strage di Pietrarsa, avvenuta il 6 agosto 1863, fu un eccidio compiuto dal Corpo delle Guardie di Città ai danni degli operai delle Officine di Pietrarsa, stabilimento siderurgico posto al confine dei comuni di San Giorgio a Cremano, Portici e San Giovanni a Teduccio (all'epoca anch'esso comune autonomo).

## Storia

### I fatti
Le Officine di Pietrarsa erano il maggiore stabilimento siderurgico del Regno delle Due Sicilie, ed in connessione con le Reali ferriere ed Officine di Mongiana costituivano il più importante polo industriale dello Stato. Esse erano state costituite al fine di supportare la costruzione della rete ferroviaria nazionale, che aveva avuto il suo punto di inizio nella costruzione della Ferrovia Napoli-Portici, primo tratto rotabile in Italia.
L'espansione della fabbrica continuò costantemente fino alla fine del Regno delle Due Sicilie fino ad occupare nel giugno 1860 1125 persone (850 operai stabili a cui si aggiungevano 200 operai occasionali e 75 artiglieri per il controllo dell'ordine) che la rendevano la maggiore fabbrica metalmeccanica italiana. Data la sua natura di stabilimento sotto il controllo statale, Pietrarsa dipendeva completamente dalle commesse nazionali per la propria attività.
In conseguenza dell'unificazione italiana, iniziò un processo di riordino delle attività industriali a controllo statale, e nel 1861 il Ministro della Marina Luigi Federico Menabrea istituì una Commissione delle ferriere la cui minuziosa indagine analizzava lo stato di tutte le attività industriali attinenti site sul Territorio del Regno che venivano infine illustrate nella relazione conclusiva dell'inchiesta triennale pubblicata nel 1864 a cura dell'ingegnere Felice Giordano. Dal rapporto emerse che la fabbricazione di rotaie effettuata nel 1856 nello stabilimento di Pietrarsa aveva costi doppi rispetto a quelli importati dall'Inghilterra o dal Belgio, mentre più competitiva era la produzione delle locomotive, laddove i due più importanti stabilimenti del tempo (l'Ansaldo di Sampierdarena e la stessa Pietrarsa) avevano costi più o meno equivalenti o di poco superiori a quelli dell'industria estera. L'analisi minuziosa dei costi e delle attività eseguita dal Giordano quantificava dettagliatamente le retribuzioni dei lavoratori specializzati per categoria e i costi delle materie prime dei semilavorati metallici di importazione dipingendo come sostanzialmente equivalenti quelli di Ansaldo e di Pietrarsa, la cui preminenza era finita assieme al regime borbonico e al suo regime protezionistico. Il maggior costo di produzione dei prodotti siderurgici prodotti nel territorio del Regno scaturiva dalla loro provenienza estera nonché dall'alto costo dell'approvvigionamento dell'indispensabile carbone inglese.
Nell'ambito del suddetto processo di riordino, una relazione dell'ingegnere Grandis dipinse negativamente l'attività e la redditività dell'opificio consigliandone addirittura la vendita o la demolizione. Conseguentemente, fu effettuata una scelta di razionalizzazione del settore siderurgico e produttivo in favore dell'industria settentrionale. Il 10 gennaio 1863 lo stabilimento di Pietrarsa con quanto conteneva fu concesso in affitto, per 30 anni alla somma di 45.000 lire dell'epoca, dal Ministro delle Finanze del governo Minghetti alla ditta costituita da Iacopo Bozza; ciò portò alla riduzione progressiva dei posti di lavoro.
In conseguenza di quanto sopra, lo stabilimento fu interessato da una serie successiva di scioperi da parte degli operai, che si protrassero fino al 23 giugno 1863. In questa data, Bozza promise il reintegro degli operai licenziati, ma al prezzo di dimezzare lo stipendio a tutti i lavoratori. I 458 operai restanti tuttavia non ricevettero in tempo lo stipendio ed il 6 agosto 1863 entrarono nuovamente in sciopero con maggior decisione. Alle due del pomeriggio il capo contabile Zimmermann contattò il posto di polizia di Portici, chiedendo l'invio di sei agenti per contenere gli operai. La forza pubblica si rivelò tuttavia insufficiente, e fu inviato un contingente di bersaglieri al comando di Nicola Amore, poi divenuto sindaco di Napoli. Gli operai aprirono i cancelli per parlamentare, ma i militari caricarono, non fermandosi neanche alla fuga dei lavoratori.
Il risultato della carica fu di 4 morti accertati e 17 feriti. I morti accertati sul posto furono Luigi Fabbricini ed Aniello Marino, mentre Domenico Del Grosso ed Aniello Olivieri morirono all'Ospedale dei Pellegrini di Napoli. Rimasero invece gravemente feriti e portati anch'essi all'Ospedale dei Pellegrini gli operai Aniello de Luca, Domenico Citale, Mariano Castiglione, Salvatore Calamagni, Antonio Coppola. Meno gravemente feriti e curatisi in famiglia gli operai Alfonso Miranda, Raffaele Pellecchia, Giuseppe Chiariello, Carlo Imparato, Tommaso Cocozza, Giovanni Quatonno, Giuseppe Calibè, Leopoldo Aldi, Francesco Ottaiano, Pasquale de Gaetano, Vincenzo Simonetti, Pasquale Porzio. Nella sua relazione al Prefetto, Nicola Amore parlò poi di fatali e irresistibili circostanze.

### Conseguenze e memoria
Nell'immediatezza della strage, la Società Operaia Napoletana promosse una commissione d'indagine capitanata dall'onorevole Enrico Pessina per accertare i fatti e deliberare degli aiuti economici alle famiglie degli operai uccisi. 
Nei primi anni 2000 studiosi locali hanno riportato alla luce i fatti del 1863, e ciò ha avuto influenza sulla toponomastica della zona. Il comune di San Giorgio a Cremano ha ridenominato "Via Martiri di Pietrarsa - in memoria degli operai caduti sotto il fuoco sabaudo in difesa del lavoro" la precedente via Ferrovia.  Il 1 maggio 2017, il quartiere napoletano di San Giovanni a Teduccio ha ridenominato "Piazza Martiri di Pietrarsa" una delle sue piazze.
Nel 2021 il Comune di San Giorgio a Cremano ha inaugurato una lapide in memoria degli operai vittime dell'eccidio, ideata da Umberto Ricciardi.